# Cherry (film)
Cherry je americký krimi drama film z roku 2021 režisérů Anthony a Joe Russoových, natočený na motivy stejnojmenného autofikčního románu spisovatele Nico Walkera. V hlavních rolích se představují Tom Holland, Ciara Bravo, Jack Reynor, Michael Rispoli a Jeff Wahlberg. Film sleduje příběh válečného veterána, trpícího PTSD, který se uchyluje k vykrádání bank, aby měl peníze na svou drogovou závislost.
Film Cherry měl v amerických kinech premiéru 26. února 2021. Digitálně na Apple TV+ byl film vydán 12. března 2021, což je den, kdy měl film premiéru v ČR. Film získal smíšené kritické ohlasy, které nejvíce chválily herecký výkon Hollanda, ale naopak kritizovaly režii a scénář.

## Obsazení
| Tom Holland        | Cherry                        |
| Ciara Bravo        | Emily                         |
| Jack Reynor        | drogový dealer Pills and Coke |
| Michael Rispoli    | Tommy                         |
| Jeff Wahlberg      | Jimenez                       |
| Forrest Goodluck   | James Lightwood               |
| Michael Gandolfini | bratranec Joe                 |
| Kyle Harvey        | Roy                           |
| Pooch Hall         | seržant Whomever              |
| Damon Wayans       | seržant Masters               |
| Thomas Lennon      | dr. Whomever                  |
| Kelli Berglund     | Madison Kowalski              |

## Děj
Cherry se na první pohled zamiluje do své spolužačky Emily. Jejich vztah rozkvétá, ale Emily se rozhodne odejít studovat do Montrealu. Cherry je zdrcen a přihlásí se do armády jako zdravotník, aby unikl svému zlomenému srdci. Těsně předtím, než se chystá odejít na základní výcvik, si Emily uvědomí svou chybu a přizná si, že je také zamilovaná do Cherryho a že si jsou určeni jeden druhému. Cherry se s Emily vezme ještě před nasazením do armády.
Během dvouleté služby v armádě trpí Cherry PTSD poté, co zažil několik děsivých zážitků, včetně toho, že viděl svého přítele Jimeneze uhořet a umřít. Aby se vyrovnal se svými záchvaty paniky a silnou úzkostí, po příjezdu domů zneužívá lék OxyContin, předepsaný jeho lékařem, který mu pomáhá snížit příznaky PTSD. Jeho rostoucí závislost začíná Emily frustrovat a v důsledku toho začne brát Cherryho léky, aby se vypořádala se svou vlastní frustrací z toho, že neví, jak ho podporovat bez drog. Oba se brzy stanou závislými na OxyContinu a nakonec na heroinu.
Poté, co místo hlídání trezoru plného drog, který patří dealerovi Cherryho, si většinu drog uvnitř trezoru Cherry a Emily vezmou pro sebe, je navštíví dealer uvidí prázdný trezor. Cherry se dozví, že majitelem trezoru je šéf jeho dealera Black a všechny tři chce teď zabít. Ve snaze získat peníze za drogy, které si vzali, vyloupí Charry banku a peníze vrátí. Aby měl peníze na další drogy, pokračuje v loupení bank i přes několik absťáků, kterými si spolu s Emily projde. Jednou se Emily předávkuje a téměř zemře v nemocnici. Matka Emily z toho viní Cherryho a řekne mu, aby ji nechal na pokoji.
Za pár měsíců Emily opouští své odvykací středisko a znovu se sejde s Cherrym. Ten se ji snaží poslat zpět a přesvědčit ji, že pro ni není dobrý. Emily to nezajímá a řekne Cherrymu, že chce být s ním; bez ohledu na to, že zase začne brát drogy. Kvůli tomu Cherry potřebuje více peněz na drogy a požádá dealera a svého přítele Jamese Lightfoota, aby mu pomohli vyloupit několik banek najednou. Během loupeže dealer uteče a nechá Cherryho, aby vyloupil banku sám. Když Cherry odjíždí s Lightfootem v autě bez dealera, uvědomí si, že je dealer pravděpodobně práskne pokud ho chytí. Přesvědčí Lightfoota, aby otočil auto a jel ho hledat. Po nalezení dealera na ulici zjistní, že byl postřelen a vážně krvácí. Diskutují o tom, zda ho vzít do nemocnice, ale rozhodnou se, že je to příliš riskantní, a tak dealer umírá na střelnou ránu. Cherry a Lightfoot pak vyhodí jeho tělo na okraj silnice a odejdou.
Black později konfrontuje Cherryho před jeho domem, aby mu splatil dluh a Cherry se rozloučí s Emily před provedením poslední loupeže. Během loupeže Cherry přesvědčí pracovnici na pokladně, aby spustila alarm předtím, než odejde s penězi. Cherry dá Blackovi všechny peníze a poté vyjde na silnici a upoutá pozornost policie tím, že vystřelí ze své zbraně do vzduchu. Pak se posadí vedle silnice a naposledy si píchne drogy, předtím než dorazí policie a zatkne ho.
Cherry se zotavuje ve vězení, ve kterém stráví 14 let ve výkonu trestu a poté je propuštěn na podmínku. Když Cherry vychází z vězení, vidí Emily, která na něj čeká u auta.

## Produkce
Produkční společnost bratrů Russo AGBO koupila produkční práva k novele v srpnu 2018, když předčila nabídky od Warner Bros. V březnu 2019 byl potvrzen Tom Holland v hlavní roli. Zbytek obsazení byl potvrzen v říjnu toho roku.
Natáčení mělo začít 15. července 2019. Tvůrci měli v plánu natočit film v Ohiu, kde se odehrává novela a je to rodný stát bratrů Russoových, ale kvůli navrhovaným změnám daňových pobídek v Greater Cleveland Film Commission bylo plánované natáčení přesunuto do Kalifornie. Navrhované pobídky však byly sníženy ze 100 milionů na 40 milionů dolarů a výroba se vrátila státu Ohio. Z tohoto důvodu natáčení začalo až 8. října 2019 v Cleveland Heights v Ohiu a bylo ukončeno v únoru 2020. Podle bratrů Russoových došlo k editacím filmu už při natáčení, aby mohli vidět, co ve filmu chybí, a jestli potřebují přepsat nebo přetočit části filmu.
Hudba k filmu, kterou složil Henry Jackman, byla vydána studiem Lakeshore Records 26. února 2021 přes Apple Music.

## Ocenění
| Cena                                            | Datum ceremoniálu | Kategorie                                                                           | Nominovaní                                                | Výsledek |
| ----------------------------------------------- | ----------------- | ----------------------------------------------------------------------------------- | --------------------------------------------------------- | -------- |
| Motion Picture Sound Editors Golden Reel Awards | 16. dubna 2021    | Outstanding Achievement in Sound Editing – Sound Effects and Foley for Feature Film | Mark Binder, Donald Flick, Michael Gilbert a Matthew Coby | nominace |
| American Society of Cinematographers Awards     | 18. dubna 2021    | Outstanding Achievement in Cinematography in Theatrical Releases                    | Newton Thomas Sigel                                       | nominace |